# Salvatore Puccio
Salvatore Puccio (Menfi, Provincia de Agrigento, Sicilia, 31 de agosto de 1989) es un ciclista italiano, miembro del equipo INEOS Grenadiers.
Vencedor del Tour de Flandes sub-23 en 2011, Salvatore Puccio comenzó su carrera profesional con el equipo Team Sky en 2012. Fue fichado con el fin de reforzar al equipo en las clásicas.
Tras la segunda etapa del Giro de Italia de 2013 se vistió con la Maglia rosa de líder.

## Palmarés
2011
- Tour de Flandes sub-23
- 1 etapa de la Toscana-Terra di ciclismo-Coppa delle Nazioni

## Resultados en Grandes Vueltas y Campeonatos del Mundo
Durante su carrera deportiva ha conseguido los siguientes puestos en las Grandes Vueltas y en los Campeonatos del Mundo en carretera:
| Carrera         | Carrera         | 2012 | 2013 | 2014 | 2015 | 2016  | 2017 | 2018 | 2019 | 2020 | 2021 | 2022 | 2023 | 2024 |
| --------------- | --------------- | ---- | ---- | ---- | ---- | ----- | ---- | ---- | ---- | ---- | ---- | ---- | ---- | ---- |
|                 | Giro de Italia  | —    | 73.º | 98.º | 68.º | —     | 86.º | 64.º | 86.º | 56.º | 94.º | 85.º | 72.º | —    |
|                 | Tour de Francia | —    | —    | —    | —    | —     | —    | —    | —    | —    | —    | —    | —    | —    |
|                 | Vuelta a España | —    | Ab.  | —    | 77.º | 121.º | 78.º | 96.º | 89.º | —    | 98.º | —    | —    | —    |
| Mundial en Ruta | Mundial en Ruta | —    | —    | —    | —    | —     | 88.º | —    | Ab.  | —    | —    | —    | —    | —    |

—: no participa

Ab.: abandono

## Equipos
- Sky/INEOS (2012-)
  - Sky Procycling (2012-2013)
  - Team Sky (2014-04.2019)
  - Team INEOS (05.2019-08.2020)
  - INEOS Grenadiers (08.2020-)